# Pohjolan Sanomat

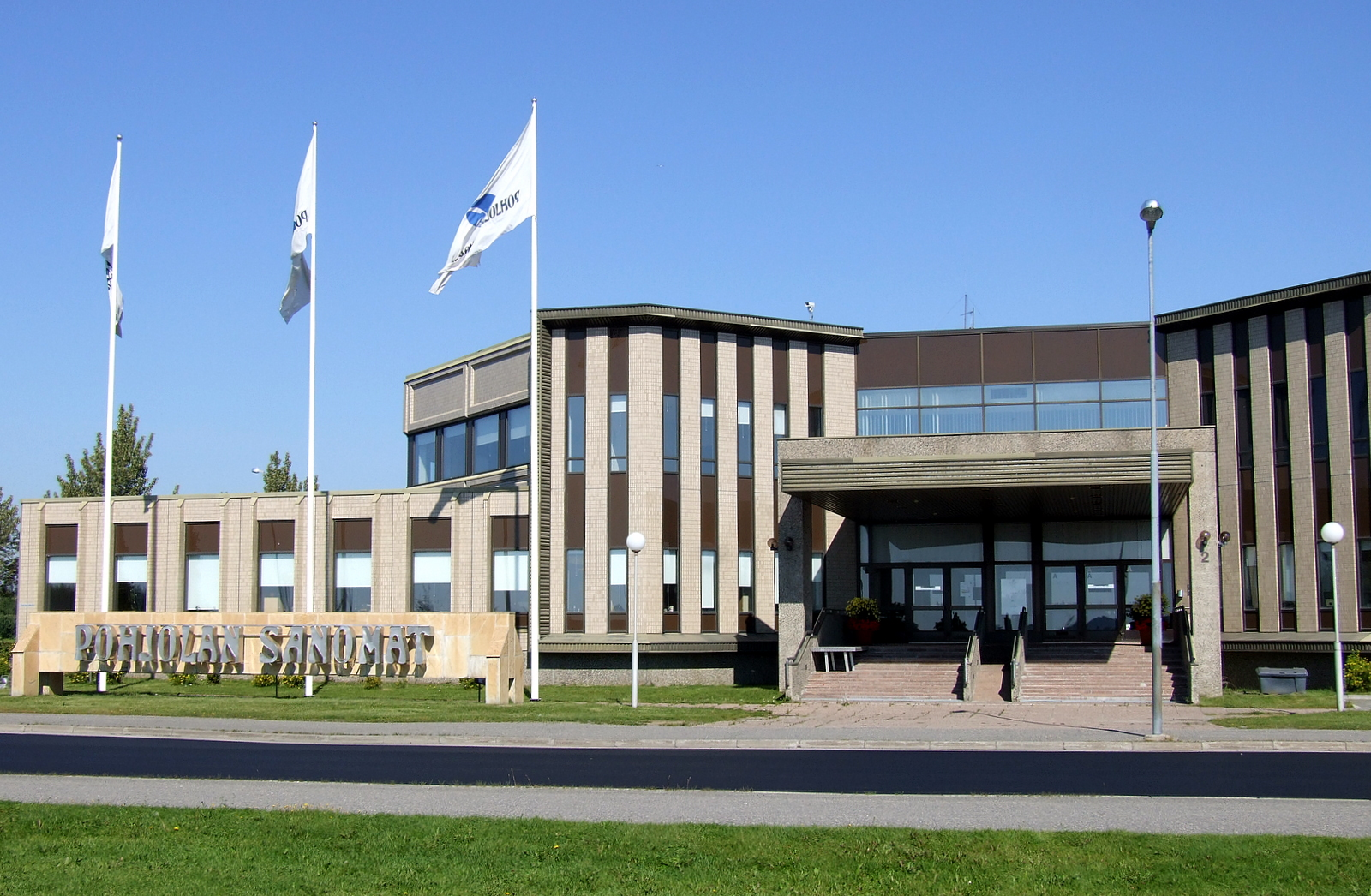
Pohjolan Sanomats huvudkontor i Kemi.

Pohjolan Sanomat är en finländsk dagstidning (7-dagars sedan 1980) som utkommer i Kemi, grundad 1915. 
Tidningens mångårige chefredaktör under dess första decennier, agrarpolitikern Uuno Hannula (1917–1944), förhöll sig försonligt till förlorarsidan i finska inbördeskriget 1918 och fördömde de högerradikala excesserna på 1930-talet. Upplagan mer än fyrdubblades från krigsslutet fram till mitten av 1980-talet, då den närmade sig 40 000, men har sedan dess nästan halverats och var 2008 knappt 22 000 exemplar. Utgivaren Pohjolan Sanomat Oy är sedan 1998 ett dotterbolag till Alma Media-koncernen.